# Савинов, Алексей Изосимович
Алексе́й Изо́симович Са́винов (3 марта 1921, Козьмодемьянск, Марийская автономная область, РСФСР — 24 июля 1993, Козьмодемьянск, Марий Эл, Россия) — советский военный деятель. Участник Великой Отечественной войны, участник Парада Победы в Москве (1945). Кавалер ордена Славы и дважды – ордена Отечественной войны.

## Биография
Родился 3 марта 1921 года в г. Козьмодемьянске ныне Марий Эл. В 1936 году окончил начальную школу.
С 1938 года — колхозник в Козьмодемьянске Марийской АССР.
В 1940 году призван в Красную Армию Горномарийским районным военкоматом Марийской АССР. Участник Великой Отечественной войны с июля 1941 года: в 1941—1942 годах — командир отделения кавалерийского эскадрона 112 горно-кавалерийского полка; в 1943—1945 годах — наводчик 76-миллиметровой пушки, командир артиллерийского расчёта 7-й батареи 1032 артиллерийского полка 107 стрелковой дивизии 60 армии на Воронежском, Степном, 1-м Украинском фронтах, за это время уничтожил 5 танков, 2 бронемашины, 8 амфибий, более 10 грузовых машин, много орудий, огневых точек и около батальона пехоты врага. Воевал в Гомельской области Белорусской ССР, на Дону, в Харькове, войну завершил на подступах к Праге в звании старшины. Был ранен. В 1945 году стал участником Парада Победы в Москве. В 1946 году демобилизовался из армии. За проявленные мужество и героизм в годы Великой Отечественной войны награждён орденами Славы III степени, Отечественной войны I и II степени (дважды), Красной Звезды (дважды) и медалями. 
После демобилизации вернулся в Козьмодемьянск: рабочий, с 1950 года  — завхоз леспромхоза, в 1954—1980 годах — плотник, кочегар сплавной конторы. В 1968 году стал ударником коммунистического труда, в 1974 и 1975 годах — победитель соцсоревнования.
Скончался 24 июля 1993 года в Козьмодемьянске Марий Эл.

## Военные награды
- Орден Славы III степени (08.02.1945)[3]
- Орден Отечественной войны I степени (06.04.1985)[6]
- Орден Отечественной войны II степени (19.08.1944)[3]
- Орден Красной Звезды (11.10.1944, 1944)[3]
- Медаль «За победу над Германией в Великой Отечественной войне 1941—1945 гг.»[3]
- Юбилейная медаль «Двадцать лет Победы в Великой Отечественной войне 1941—1945 гг.» [3]
- Медаль «В ознаменование 100-летия со дня рождения Владимира Ильича Ленина»[3]

## Память
- Некоторые личные фотографии и документы военного времени, принадлежащие А. И. Савинову, ныне хранятся в фондах Козьмодемьянского музейного комплекса Марий Эл[7].